# Hara-Kunstmuseum

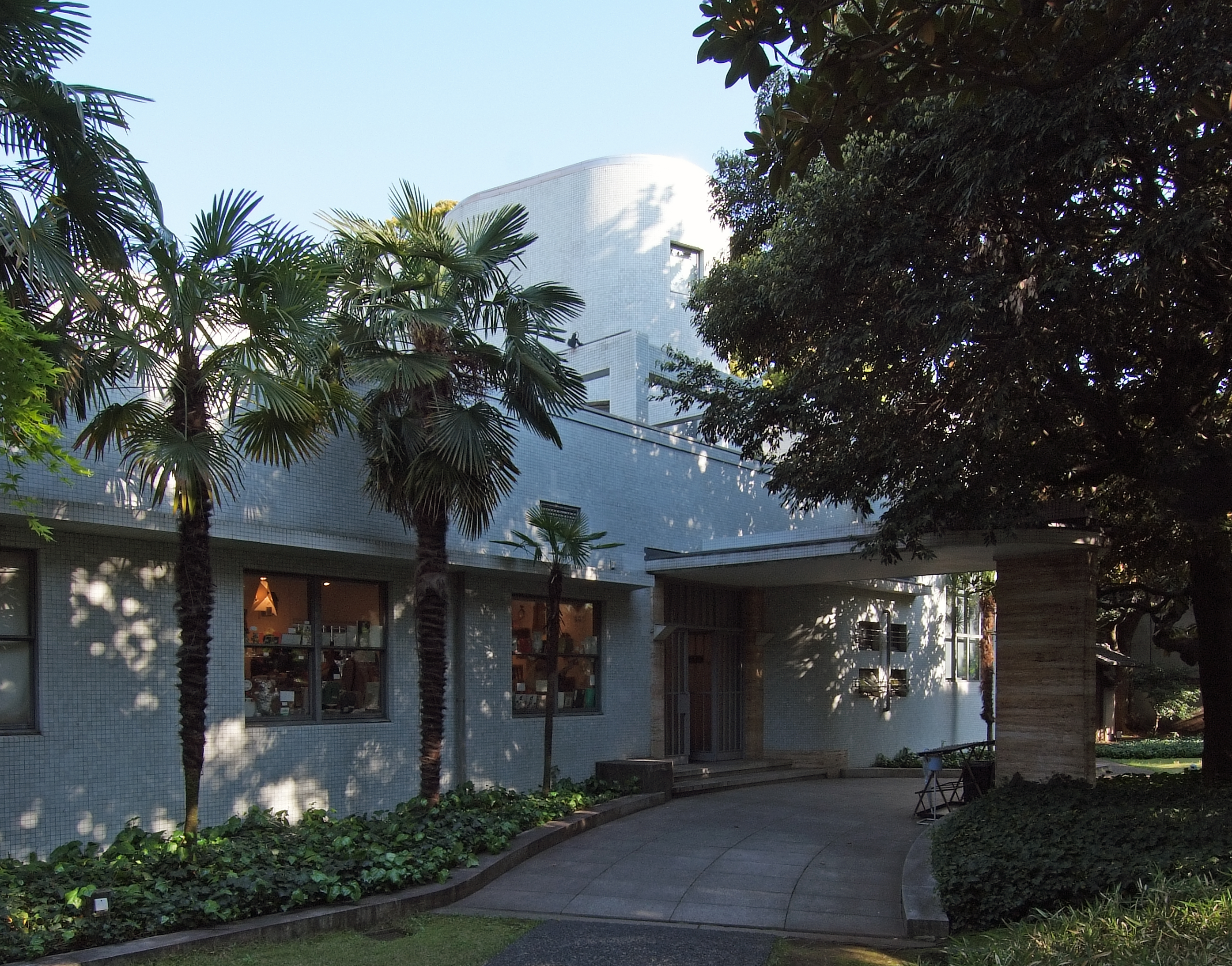
Das Museum in Tokio

Das Hara-Kunstmuseum (japanisch 原美術館, Hara Bijutsukan, engl. Hara Museum of Contemporary Art) in Shinagawa, Tokio zeigt moderne Kunst aus dem  Besitz des Unternehmers Hara Kunizō und seiner Erben.

## Geschichte

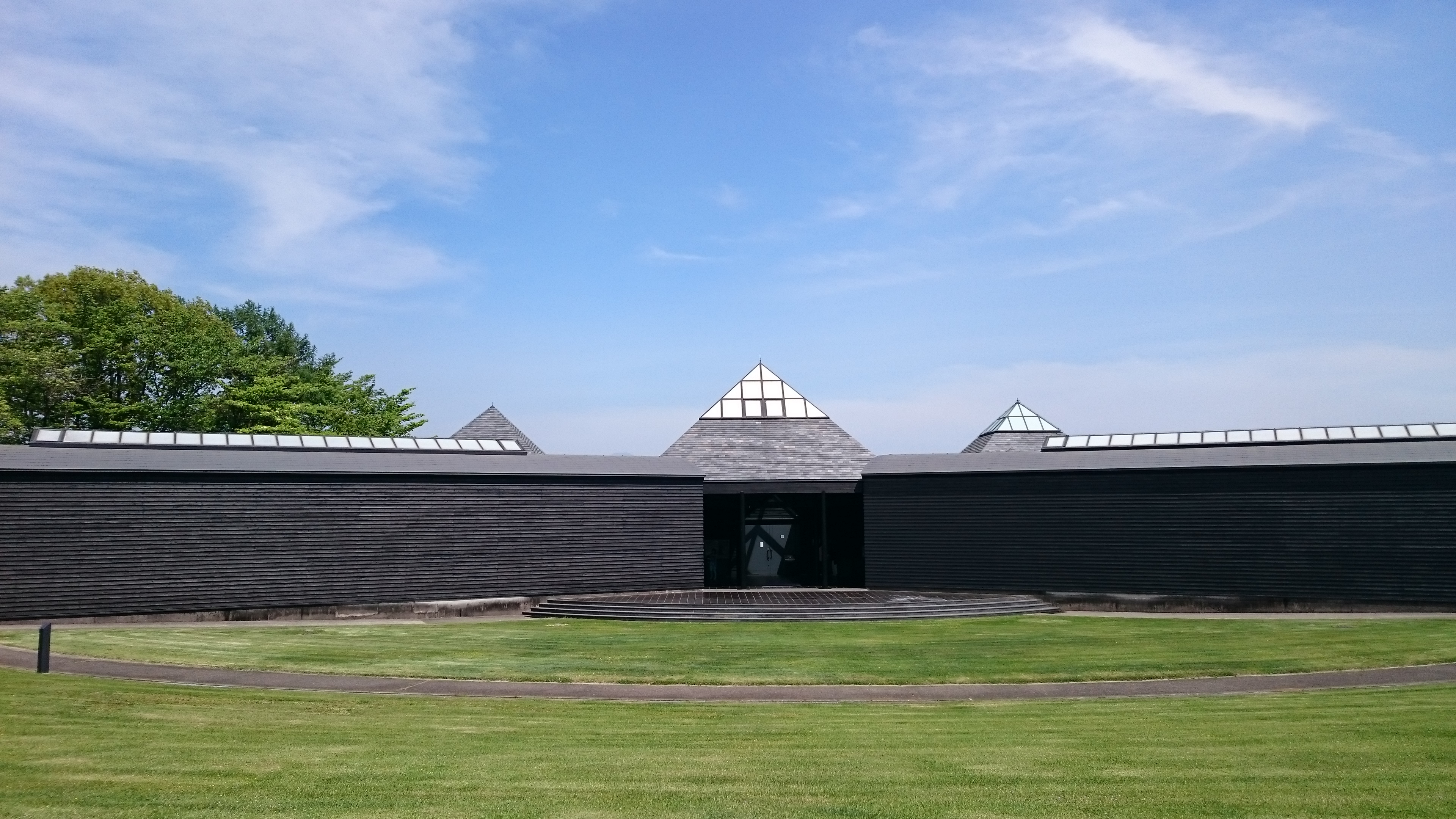
Zweigmuseum im Ikaho-Park

Hara Kunizō (原 邦造; 1888–1958), geboren als Tanaka, kam als Pflegesohn in die Familie Hara. Er war nach Universitätsabschluss und nach Tätigkeiten bei der Mandschu-Eisenbahn und einer Bank in Tokyo Direktor der Aikoku-Lebensversicherung, dann zugleich im Vorstand der Tōbu-Eisenbahngesellschaft. Nach dem Zweiten Weltkrieg war er erster Präsident der Dengen-Kaihatsu-Gesellschaft, Aufsichtsratsvorsitzender von Japan Airlines. Hara war, wie schon sein Pflegevater, kunstinteressiert und Sammler.
Im Ikaho-Park von Shibukawa in der Präfektur Gunma befindet sich ein auch Hara Museum ARC (ハラ ミュージアム アーク, Hara Myūjiamu Āku) genanntes Zweigmuseum.

## Sammlung
Die Sammlung umfasst mehr als 300 Stücke moderner Kunst (Gemälde und Skulpturen) aus Japan, Europa und Amerika, vor allem die der 1950er bis 1960er Jahre.  Eine Auswahl von etwa 50 Werken wird im Wechsel (dreimal pro Jahr) gezeigt. Dazu kommen fünf Sonderausstellungen, die durch Werke aus anderen Sammlungen ergänzt werden. Einige Skulpturen sind ständig im Garten zu sehen. Die Sammlung wird laufend erweitert.
Zu den Künstlern gehören, unter vielen anderen 
- aus Japan: Arakawa, Tomio Miki (1937–1978), Nobuo Sekine (1942–), Sugai Kumi, Onosato Toshinobu (1912–1986), Yamaguchi Takeo,
- aus Europa: Karel Appel, Jean Dubuffet, Jean Fautrier, Antoni Tàpies, Jean Tinguely, darunter aus Deutschland Anselm Kiefer und Sigmar Polke,
- aus den USA; Alexander Calder, Jim Dine, Jasper Johns, Robert Motherwell, Roy Lichtenstein, Robert Rauschenberg, James Rosenquist, Mark Rothko und Jackson Pollock.

Das weitläufige Haus war ursprünglich Haras Wohnhaus, erbaut 1938 von Jin Watanabe (1887–1973) im strengen Bauhaus-Stil und ganz in Weiß. Seit 2003 ist es auf der DOCOMO Modern Movement-Liste als Architektur-Beispiel der Zeit registriert.